# Veenmosorchis
Veenmosorchis (Hammarbya paludosa, synoniem:  Malaxis paludosa) is een meerjarige plant, die behoort tot de Orchideeënfamilie en staat op de Rode lijst van planten als zeer zeldzaam en zeer sterk afgenomen. In Nederland is de plant vanaf 1 januari 2017 niet meer wettelijk beschermd.

## Etymologie en naamgeving
- Duits: Sumpf-Weichorchis, Sumpfweichblatt, Sumpf-Weichwurz
- Engels: Bog Orchid
- Frans: Malaxide des marais

De botanische naam Hammarbya is afkomstig van de Zweedse stad Hammarby, waar Carl Linnaeus 's zomers verbleef en paludosa betekent in het klassiek Latijn 'moerassig'  van palus, 'moeras'.

## Kenmerken
De plant wordt 7-30 cm hoog en heeft onderaan de stengel meestal drie bladeren. De plant heeft een stengelknol, waaraan bijna geen wortels zitten, maar slechts wortelharen die met behulp van een wortelschimmel (mycorrhiza) de benodigde nutriënten opneemt. Uit de stengelknol wordt een rechtopgaande wortelstok gevormd, die weer een nieuwe plant vormt. Oudere planten hebben meestal twee of drie stengelknollen. De stompe bladeren zijn eirond tot langwerpig. Aan de top van de bladeren zitten broedknopjes (knopachtige structuren), die op een gegeven moment van het blad afvallen en zo voor vegetatieve vermeerdering zorgen.
De bloeiwijze is een veelbloemige tros waaraan tot 35 bloemen kunnen zitten. De plant bloeit in juli en augustus met geelachtig groene bloemen, die niet-geresupineerd zijn en dus schijnbaar op hun kop aan de stengel zitten, met de lip naar boven gericht. De langwerpige lip is 2-2,5 mm lang.
De 7 mm lange en 3 mm brede vrucht is een met overlangse spleten openspringende (dehiscente) doosvrucht en bevat veel stoffijn zaad. Het kiempje is omsloten door een los fijnmazig netzakje. Het fijne zaad bevat geen reservevoedsel en kiemt alleen als een wortelschimmel (mycorrhiza) het zaad binnen dringt.

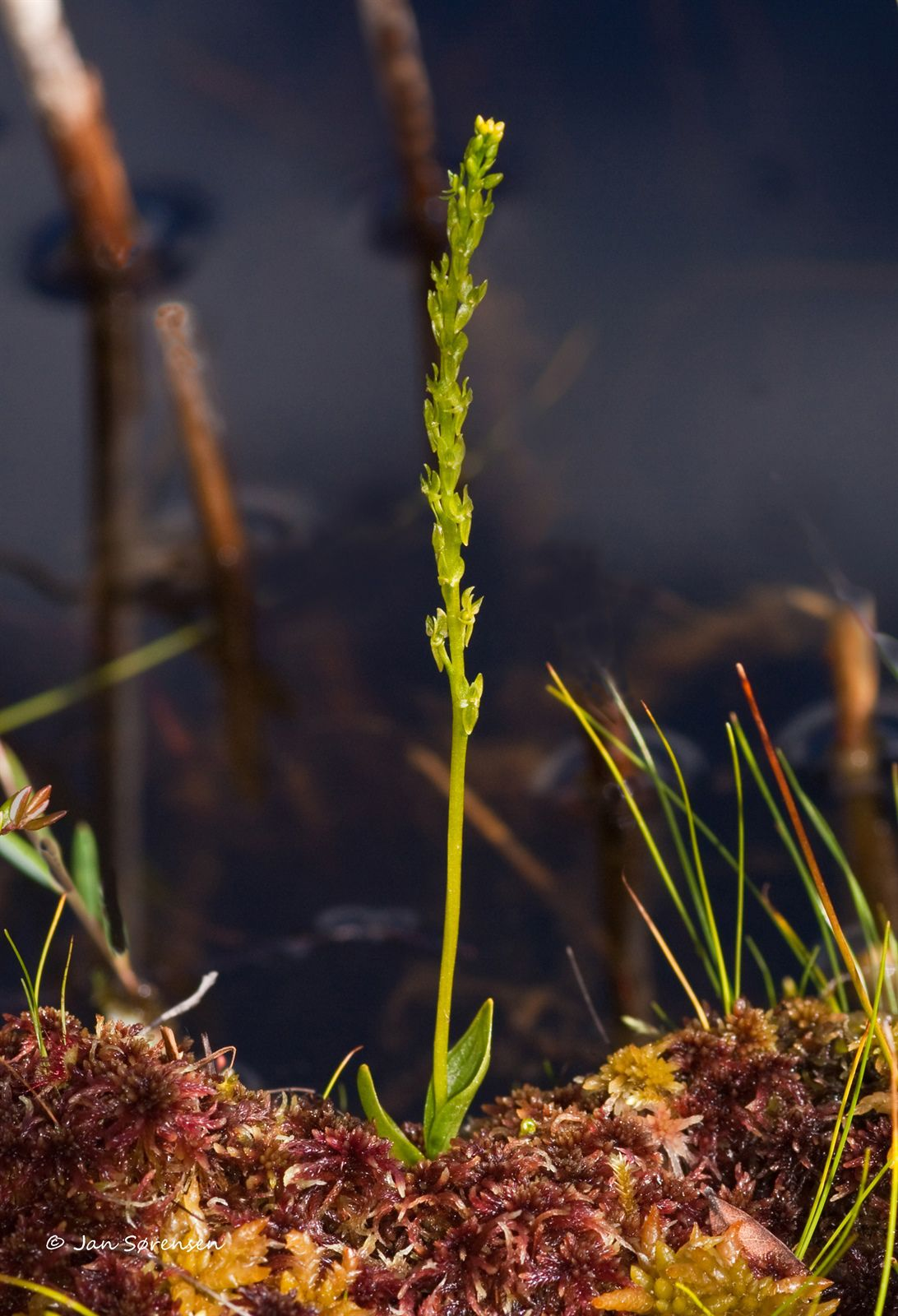
Plant
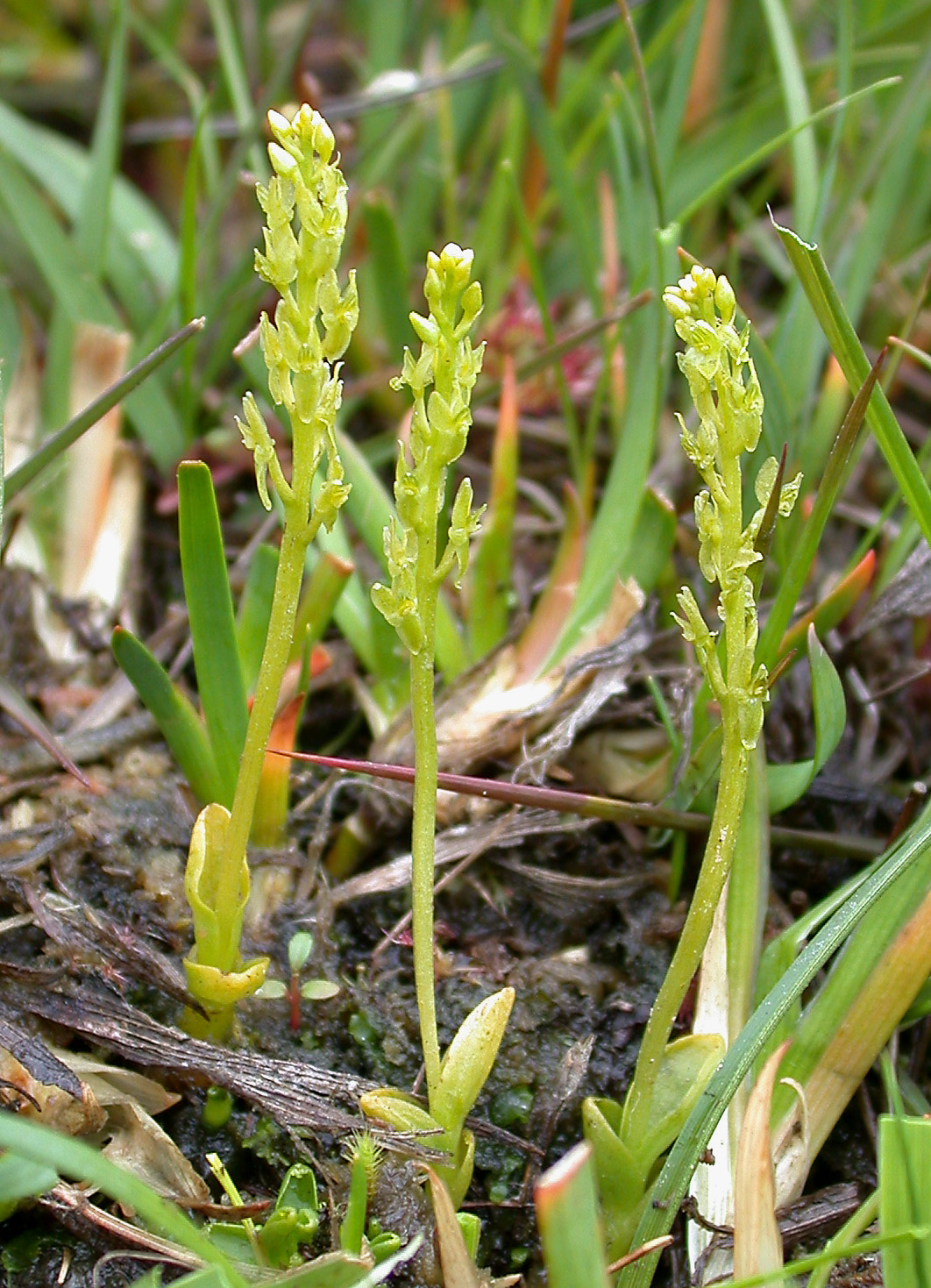
Planten
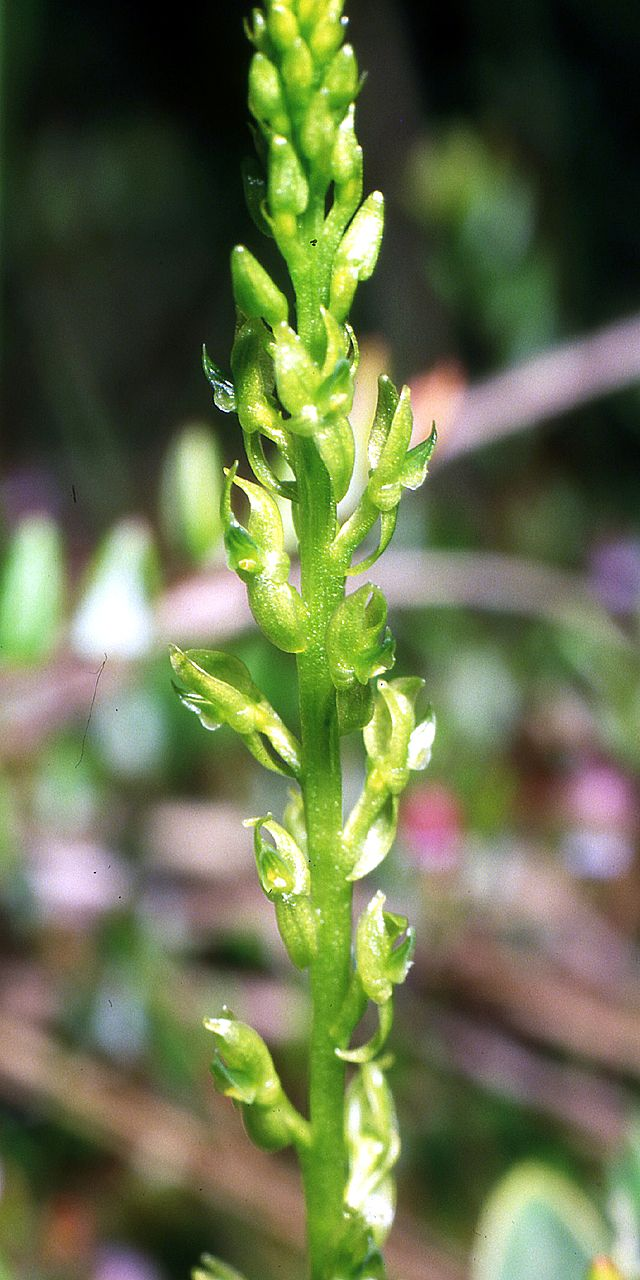
Bloeiwijze
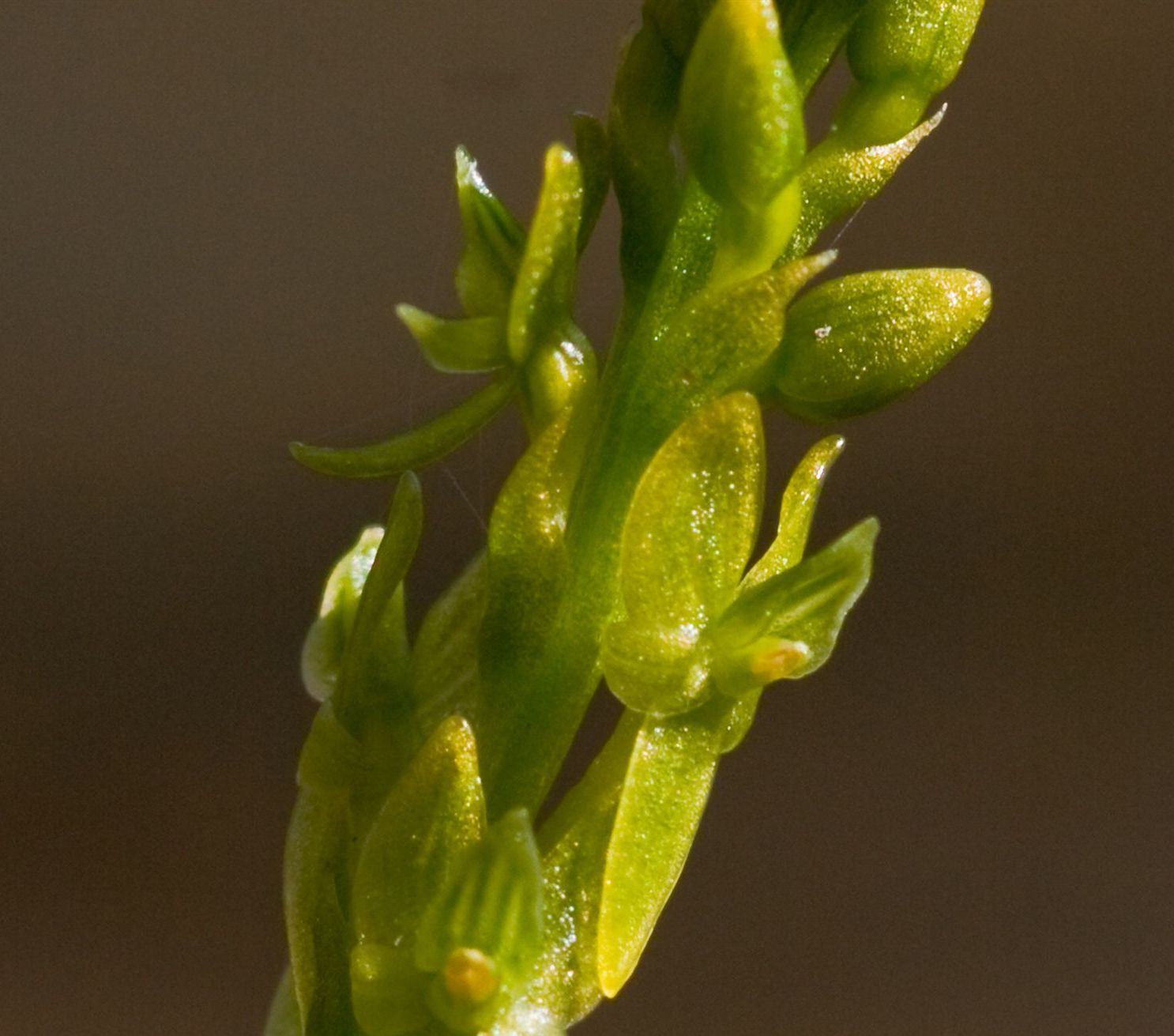
Bloem

## Ecologie en verspreiding
Veenmosorchis staat vrijwel altijd in zonnige, soms half beschaduwde veenmosvegetaties, maar alleen in de relatief rijkere en minder extreem zure typen, die nog gedeeltelijk on invloed van grondwater staan. Ze is gevoelig voor zowel “verdrinking” als uitdroging. Ze groeit in verlandingsvegetaties die meestal met het waterpeil op en neer gaan, in licht verzuurde trilvenen, in veenmosrietlanden en in de randzone van hoogvenen, die wat rijker zijn aan mineralen. Nederland valt geheel binnen het Europese deel van het areaal. De soort is zeer zeldzaam in Drenthe, het subcentreuroop district (= een deel van Oost-Twente, voorts de Achterhoek, het Rijk van Nijmegen en Oost-Limburg) en in laagveengebieden, het meest nog in de brakwatervenen van Noord-Holland. De sterke achteruitgang is te wijten aan achterstallig beheer, vermesting en vervuiling vanuit het aangrenzende oppervlaktewater. De weinig opvallende plant (groen gekleurd en klein van formaat) wordt zeer vaak over het hoofd gezien, maar is verder goed gekenmerkt door de aanwezige stengelknol, de naar boven gerichte lip en buitenste bloemdekbladen die langer zijn dan de lip.
Veenmosorchis komt voor in moerassen en waterkanten (trilveen, vochtige slenken, levend hoogveen, veenmosrietland, verlandingsvegetaties in voedselarme vennen en kraggen), zeeduinen (duinvalleien en duinheide), heide (afgeplagde plekken) en grasland.